# Parkiralište
Parkiralište (američki engl. parking lot, brit. engl. car park) je otvoreno područje namijenjeno isključivo parkiranju prometala, skup parkirališnih mjesta na nekom prostoru.
Javna parkirališta najčešće se nalaze ispred trgovačkih centara i športskih borilišta (stadiona, dvorana...), dok se u privatna parkirališta ubrajaju sva ona namijenjena smještanju vozila određenih vlasnika. Nalaze se ispred kulturnih i političkih ustanova, stambenih zgrada ili u gradovima kao parkirališna područja (parking-zone) u kojima se parkiranje vozila naplaćuje po satu. U oblike privatnih parkirališta ubrajaju se dvorišta i kućne i javne garaže.
Parkirališni prostori označeni su posebnim prometnim znakom, najčešće plavim kvadratom s bijelim velikim tiskanim slovom P.
Pojam parkirališta ne treba miješati s parkiranjem (parkingom) kao činom smještanja vozila (prometala) u mirovanje.